# Philonicus sichanensis
Philonicus sichanensis là một loài ruồi trong họ Asilidae. Philonicus sichanensis được Tsacas & Weinberg miêu tả năm 1977. Loài này phân bố ở vùng Cổ Bắc giới và châu Á.